# Йоріс ван Оверем
Йоріс ван Оверем (нід. Joris van Overeem, нар. 1 червня 1994, Амстердам) — нідерландський футболіст, півзахисник ізраїльського клубу «Маккабі» (Тель-Авів).
Виступав, зокрема, за клуби АЗ та «Утрехт», а також юнацьку збірну Нідерландів.

## Клубна кар'єра
Народився 1 червня 1994 року в місті Амстердам. Вихованець футбольної школи клубу АЗ. Дорослу футбольну кар'єру розпочав 2013 року в основній команді того ж клубу, в якій провів один сезон. 
Протягом 2014—2015 років захищав кольори клубу «Дордрехт», де виступав на правах оренди.
До складу АЗ повернувся 2015 року. Цього разу відіграв за команду з Алкмара наступні три сезони своєї ігрової кар'єри. Більшість часу, проведеного у складі «АЗ», був основним гравцем команди.
У 2018 році уклав контракт з клубом «Утрехт», у складі якого провів наступні чотири роки своєї кар'єри гравця. Граючи у складі «Утрехта» також здебільшого виходив на поле в основному складі команди.
До складу клубу «Маккабі» (Тель-Авів) приєднався 2022 року. Станом на 1 липня 2023 року відіграв за тель-авівську команду 11 матчів в національному чемпіонаті.

## Виступи за збірну
У 2013 році дебютував у складі юнацької збірної Нідерландів (U-19), загалом на юнацькому рівні взяв участь у 4 іграх.

## Титули і досягнення
Клубні
- Володар Кубка Тото (2):

«Маккабі» (Тель-Авів): 2023–24, 2024–25
- Володар Суперкубка Ізраїлю (1):

«Маккабі» (Тель-Авів): 2024
- Чемпіон Ізраїлю (2):

«Маккабі» (Тель-Авів): 2023–24, 2024–25
Збірні
- Чемпіон Європи (U-17): 2011